# Onychoteuthis meridiopacifica
Onychoteuthis meridiopacifica är en bläckfiskart som beskrevs av Rancurel och Takashi A. Okutani 1990. Onychoteuthis meridiopacifica ingår i släktet Onychoteuthis och familjen Onychoteuthidae. Inga underarter finns listade i Catalogue of Life.